# Millepensee
Millepensee Inc. (株式会社ミルパンセ Kabushikigaisha Mirupanse?) es un estudio de animación japonés fundado en 2013 y con sede en Nishitōkyō (Tokio), Tokio.
El 10 de febrero de 2020, se anunció que Millepensee se había asociado con Sanzigen para formar el estudio de animación 3DCG IXIXI.

## Establecimiento
El estudio fue fundado en 2013 por la productora Naoko Shiraishi. Desde su fundación, todos los trabajos de Millepensee han sido dirigidos por el ex director y productor de Madhouse Shin Itagaki (con la excepción de las películas Wake Up, Girls!).

## Producciones

### Series de televisión
| Año  | Título                                                                                                | Director(es)               | Fecha de primera transmisión | Fecha de última transmisión | Eps. | Nota(s) | Refs.                |
| ---- | --- | -------------------------- | ---------------------------- | --------------------------- | ---- | --- | -------------------- |
| 2015 | Takamiya Nasuno Desu!                                                                                 | Shin Itagaki               | 6 de abril de 2015           | 22 de junio de 2015         | 12   | Adaptación del manga escrito por Roots e ilustrado por Piyo. | [ 3 ]                |
| 2015 | Teekyū 4                                                                                              | Shin Itagaki               | 7 de abril de 2015           | 23 de junio de 2015         | 12   | Secuela de Teekyū 3. | [ 3 ]                |
| 2015 | Teekyū 5                                                                                              | Shin Itagaki               | 7 de julio de 2015           | 22 de septiembre de 2015    | 12   | Secuela de Teekyū 4. | [ 4 ]                |
| 2015 | Teekyū 6                                                                                              | Shin Itagaki               | 6 de octubre de 2015         | 22 de diciembre de 2015     | 12   | Secuela de Teekyū 5. | [ 5 ]                |
| 2016 | Teekyū 7                                                                                              | Shin Itagaki               | 12 de enero de 2016          | 29 de marzo de 2016         | 12   | Secuela de Teekyū 6. | [ 6 ]                |
| 2016 | Usakame                                                                                               | Shin Itagaki               | 11 de abril de 2016          | 27 de junio de 2016         | 12   | Adaptación del manga escrito por Roots e ilustrado por Jūzō Kirisawa.                                                                                              | [ 7 ]                |
| 2016 | Berserk                                                                                               | Shin Itagaki               | 1 de julio de 2016           | 23 de junio de 2017         | 24   | Adaptación del manga escrito e ilustrado por Kentaro Miura. Secuela de Berserk: The Golden Age Arc. Coanimado con GEMBA. Cooperación de producción de Liden Films. | [ 8 ] [ 9 ]          |
| 2016 | Teekyū 8                                                                                              | Shin Itagaki               | 5 de octubre de 2016         | 21 de diciembre de 2016     | 12   | Secuela de Teekyū 7. | [ 10 ]               |
| 2017 | Teekyū 9                                                                                              | Shin Itagaki               | 12 de julio de 2017          | 27 de septiembre de 2017    | 12   | Secuela de Teekyū 8. | [ 11 ]               |
| 2017 | Wake Up, Girls! Shin Shou                                                                             | Shin Itagaki               | 9 de octubre de 2017         | 7 de enero de 2018          | 13   | Trabajo original (basado en la franquicia). | [ 12 ]               |
| 2019 | Cop Craft                                                                                             | Shin Itagaki               | 8 de julio de 2019           | 30 de septiembre de 2019    | 12   | Adaptación de la novela ligera escrita por Shoji Gatoh e ilustrada por Range Murata.                                                                               | [ 13 ]               |
| 2021 | Kumo desu ga, Nani ka?                                                                                | Shin Itagaki               | 8 de enero de 2021           | 3 de julio de 2021          | 24   | Adaptación de la novela ligera escrita por Okina Baba e ilustrada por Tsukasa Kiryu.                                                                               | [ 14 ]               |
| 2023 | Isekai de Cheat Skill o Te ni Shita Ore wa, Genjitsu Sekai o mo Musōsuru - Level Up wa Jinsei o Kaeta | Shin Itagaki Shingo Tanabe | 7 de abril de 2023           | 30 de junio de 2023         | 13   | Adaptación de la novela ligera escrita por Miku e ilustrada por Rein Kuwashima.                                                                                    | [ 15 ]               |
| 2025 | Okinawa de Suki ni Natta Ko ga Hōgen Sugite Tsurasugiru                                               | Shin Itagaki Shingo Tanabe | 5 de enero de 2025           | 23 de marzo de 2025         | 12   | Adaptación del manga escrito e ilustrado por Egumi Sora. | [ 16 ] [ 17 ] [ 18 ] |
| 2025 | Kimi to Koete Koi ni Naru                                                                             | Shin Itagaki Shingo Tanabe | 14 de octubre de 2025        | —                           | —    | Adaptación del manga escrita e ilustrada por Chihiro Yuzuki. | [ 19 ] [ 20 ]        |

### Películas
| Año  | Título                            | Director(es)    | Fecha de lanzamiento     | Duración | Notas                                                                   | Refs.  |
| ---- | --------------------------------- | --------------- | ------------------------ | -------- | ----------------------------------------------------------------------- | ------ |
| 2015 | Wake Up, Girls! Seishun no Kage   | Yutaka Yamamoto | 25 de septiembre de 2015 | 54m      | Secuela de Wake Up, Girls! Shin Shou. Coproducción junto a Ordet.       | [ 21 ] |
| 2015 | Wake Up, Girls! Beyond the Bottom | Yutaka Yamamoto | 11 de diciembre de 2015  | 53m      | Secuela de Wake Up, Girls! Seishun no Kage. Coproducción junto a Ordet. | [ 22 ] |

### Especiales
- Berserk Recap (2017)
- Berserk: Majo no Tsuisou (2017)
- Usakame (2016)
- Teekyuu (2015; 2016; 2017)
- Cop Craft: Utsukushiki Onna Kishi! Toraware no Yousei wo Oe! (2019)
- Isekai de Cheat Skill o Te ni Shita Ore wa, Genjitsu Sekai o mo Musōsuru - Level Up wa Jinsei o Kaeta Special (TBA)[23]